# Crawley
Crawley je město na jihu Anglie, v němž žije přibližně 107 tisíc obyvatel. Nachází se v hrabství Západní Sussex 45 km jižně od Londýna. Nedaleko města se nachází letiště London Gatwick.
Nejstarší doklady osídlení pocházejí z období mezolitu, za římské nadvlády nad Británií bylo místo známé díky výrobě železa. Název Crawley pochází ze saského výrazu „Crow's Leah“ (paseka vran). Roku 1202 získala osada právo pořádat trhy a těžila z polohy na cestě z Londýna do Brightonu. Roku 1947 bylo Crawley zařazeno do rozvojového plánu new towns, díky němuž počet obyvatel vzrostl z deseti tisíc na desetinásobek, k městu byly připojeny okolní obce jako Pound Hill, Ifield nebo Three Bridges. Město je součástí oblasti nazývané Gatwick Diamond, jejíž ekonomika je navázána na gatwické letiště: míra nezaměstnanosti patří k nejnižším ve Spojeném království, sídlí zde např. pobočka elektrotechnické firmy Thales Group.
Ve městě byla založena hudební skupina The Cure. Narodili se zde hudební skladatel Philip Lawson a atlet Craig Pickering, v Crawley žili fotbalista Gareth Southgate a novinář Mark Lemon, zakladatel časopisu Punch. Nedaleko Crawley byly v roce 1825 poprvé nalezeny pozůstatky Iguanodona. Sídlí zde fotbalový klub Crawley Town FC.